# Masakanahalli, Channarayapatna
Masakanahalli là một làng thuộc tehsil Channarayapatna, huyện Hassan, bang Karnataka, Ấn Độ.